# Tempel van Serapis
De Tempel van Serapis (Latijn:Aedes Serapis) was een antieke tempel in het oude Rome.
De tempel was gebouwd door keizer Caracalla ter ere van de Egyptische god Serapis en stond op de Quirinaal. In de 4e eeuw liet Constantijn de Grote zijn thermen naast de Tempel van Serapis bouwen. De bij dit project horende Porticus Constantini werd mogelijk tegen de tempel aan gebouwd.
Delen van de tempel stonden nog tot in de 16e eeuw overeind, toen de Nederlandse kunstschilder Maarten van Heemskerck (of een van zijn leerlingen) deze tekende.
Op de Quirinaal zijn enkele restanten van de tempel teruggevonden, waaronder de inscriptie die vermeldt dat Caracalla de Tempel liet bouwen.

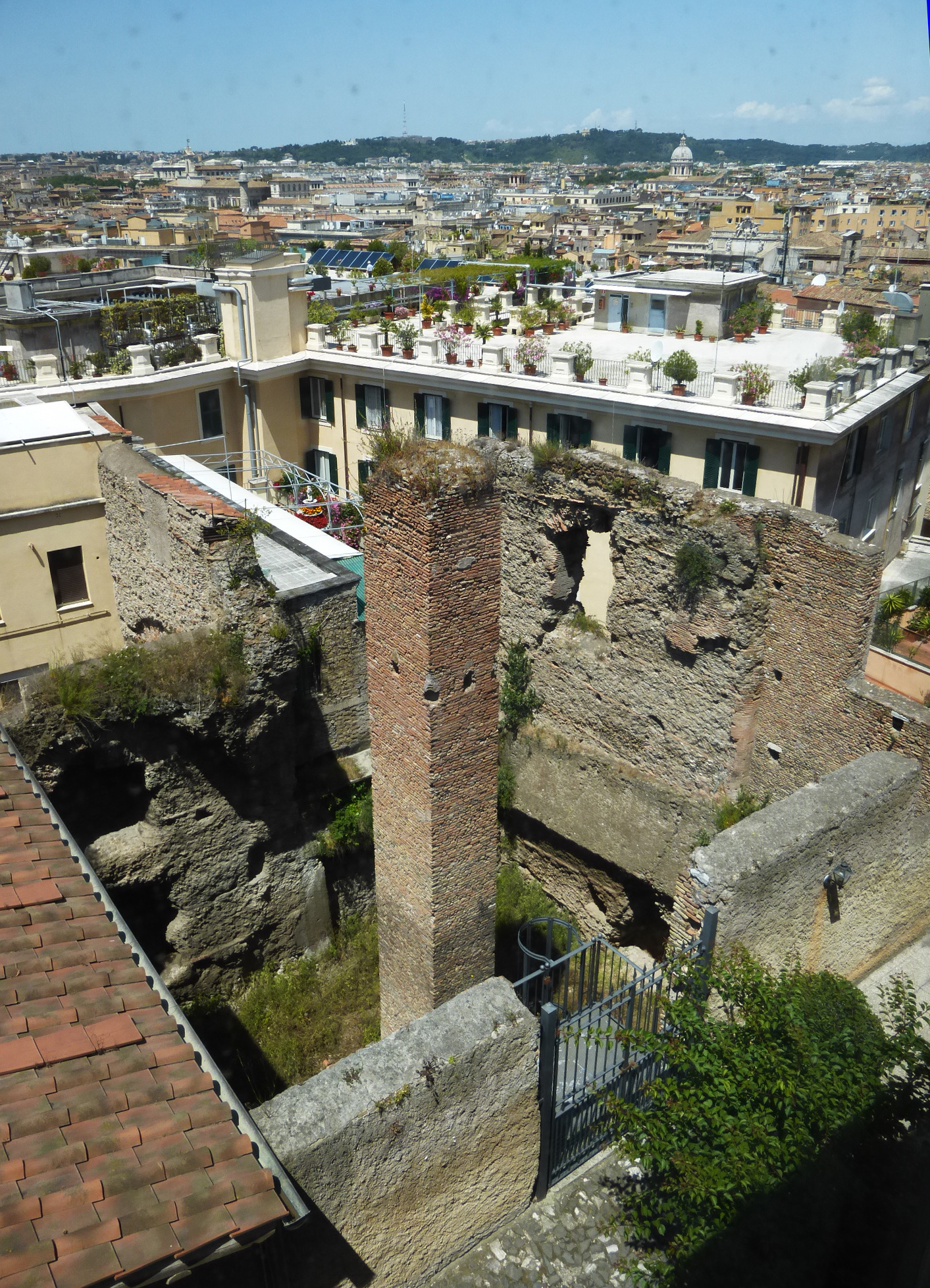
Ruïne van de Tempel van Serapis

## Referentie
- S. Platner, A topographical dictionary of ancient Rome, London 1929. Art Aedes Serapis